# Only Prettier
«Only Prettier» (с англ. — «Только красивее») — песня американской кантри-певицы Миранды Ламберт, вышедшая в качестве 4-го сингла с третьего студийного альбома Revolution (2009). В песне на вечеринке сталкиваются друг с другом кампании деревенских и городских девушек, но несмотря из-за различий в их образе жизни, приходят к соглашению, что у них есть сходство, но первые говорят, что они похожы на них «только красивее». Сингл получил золотую сертификацию RIAA.

## История
«Only Prettier» — это песня в быстром темпе в тональности ля-бемоль мажор при поддержке электрических и стальных гитар и перкуссии. Рассказчик песни, типичная грубая и шумная деревенская девушка, сталкивается со стереотипной городской девушкой («У меня рот, как у моряка, а твой — больше как визитная карточка»). Хотя в строчках песни рассказчик описывает различия между ними, она предлагает в припеве, что у них много общего («У вас есть друзья, как и у меня») и что они должны отложить свои различия в сторону («Так давайте пожмем руку и переберемся через эти пограничные линии»). В последнем припеве Ламберт произносит, что «[деревенские девушки] такие же, как вы, только красивее». Ламберт относится к этой песне как к своему собственному гимну: «Она антагонистична в увлекательной форме, и мне понравился настрой, стоящий за ней. Это как бы вводит вас в заблуждение, потому что в ней действительно кантри, непринужденное вступление, но это просто баловство. Это так весело!». Соавтором песни была Натали Хемби.

## Отзывы
Сингл получил положительные и умеренные отзывы музыкальной критики и интернет изданий: «Engine 145», «The Boot», Country Universe.
Блейк Болдт из Engine 145 высоко оценил песню, отметив, что «снова Ламберт нарушила железные правила радио, чтобы дать нам такой резкий материал». Он также отметил, что «мастерство её исполнения компенсирует неуклюжесть постановки». Кевин Джон Койн из Country Universe дал песне рейтинг B +, сравнив её с «Dry Town» Ламберт и похвалил тексты и вокал. Однако он не был так впечатлён продакшном, в котором он чувствовал, что «грохот гитар заглушает и почти затмевает великолепное вокальное исполнение Ламберт».

## Музыкальное видео
Видеоклип был снят режиссёром Trey Fanjoy в июне 2010 года в Joelton, Tennessee и впервые показан 3 августа 2010 года на канале VEVO. В клипе вместе с Ламберт участвовали кантри-певицы и актрисы Келли Пиклер, Лора Белл Банди и Хиллари Скотт из группы Lady Antebellum, в двойных ролях «хороших девочек» и «плохих девочек» на школьной вечеринке в стиле 1950-х годов. В видео Ламберт и её подруги изображают две соперничающие группировки — «хорошие девушки», одетые в строгие белые одежды со светлыми волосами, а другие — как «плохие девушки» с более провокационными тёмными волосами и нарядами — посещающих школьный вечер.

## Коммерческий успех
«Only Prettier» вышел на студии Columbia Nashville и дебютировал на № 45 в кантри-чарте Billboard Hot Country Songs в неделю с 17 июля 2010 года. Спустя 24 недели 24 декабря 2010 года он поднялся до 12-го места, став её седьмым хитом, попавшим в лучшую двадцатку top-20.

## Чарты
| Чарт (2010)                       | Высшая позиция |
| --------------------------------- | -------------- |
| Канада (Billboard Country)        | 31             |
| США (Billboard Hot 100)           | 61             |
| США (Billboard Hot Country Songs) | 12             |

### Годовые итоговые чарты
| Чарт (2010)                   | Позиция |
| ----------------------------- | ------- |
| США Country Songs (Billboard) | 96      |

## Сертификации
| Регион | Сертификация | Продажи  |
| --- | ------------ | -------- |
| США (RIAA) | Золотой      | 500 000^ |
| * Данные о продажах приведены только на основе сертификации. · ^ Данные о тиражах приведены только на основе сертификации. · Данные о продажах + прослушиваниях приведены только на основе сертификации. |              |          |